# Manjū

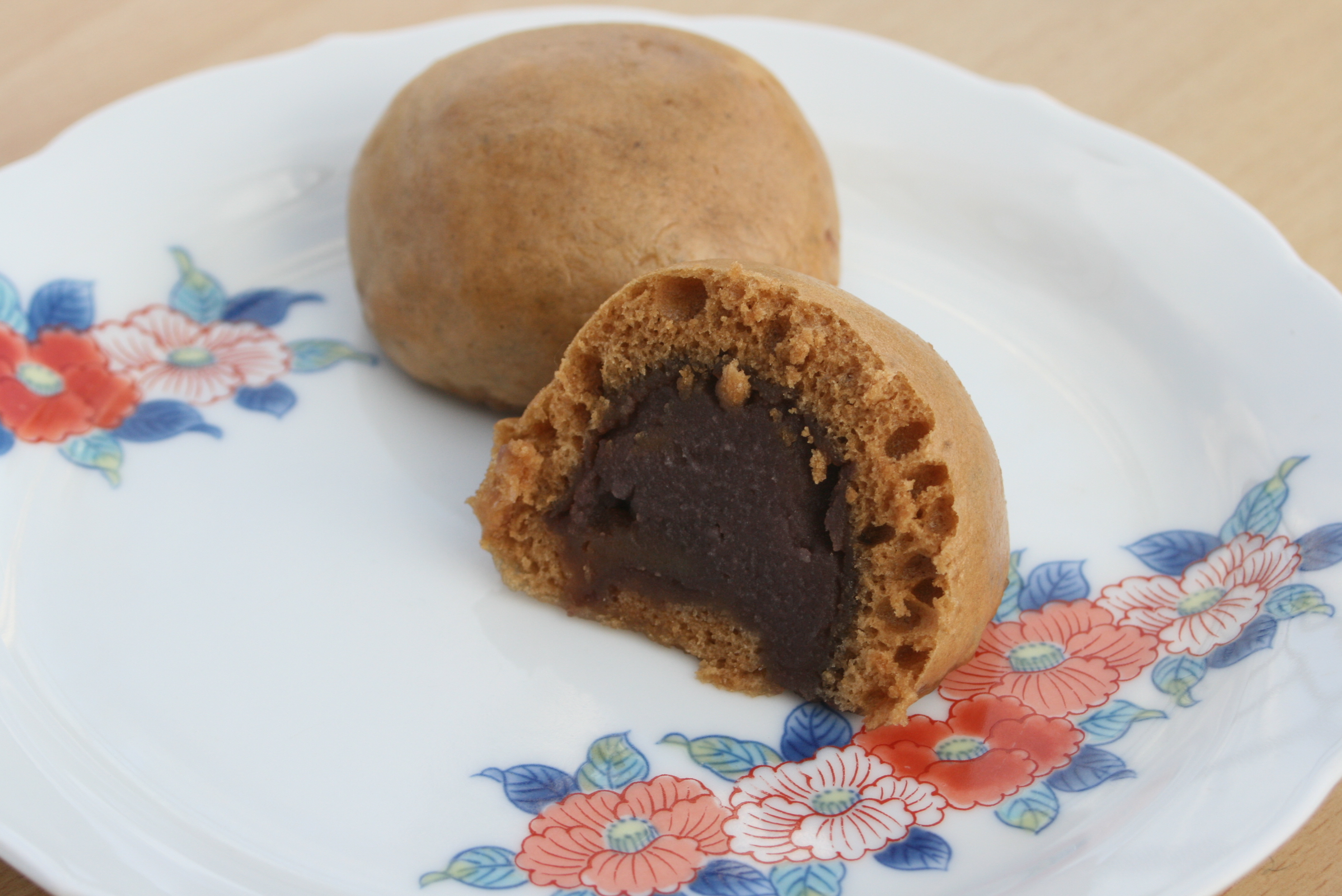
Yunohana Manjū

Il manjū (まんじゅう?) è un dolce tipico giapponese. Ci sono molte varietà di manjū, ma la maggior parte ha l'esterno a base di farina, riso in polvere e grano saraceno e un ripieno di anko, fatto di fagioli azuki bolliti e zucchero. Ci sono diversi tipi di pasta di fagioli utilizzate, tra cui la koshian, la tsubuan e la tsubushian.

## Storia
I manjū derivano da un tipo di mochi che esiste in Cina da molto tempo, chiamato originariamente mantou in cinese, ma poi noto come manjū una volta giunto in Giappone. Nel 1341, un inviato giapponese tornato dalla Cina portò dei manjū con sé e iniziò a venderli come Nara-manjū: si dice che questa fu l'origine dei manjū giapponesi. Ora si possono trovare in molti negozi giapponesi di dolci e il loro basso prezzo è una delle ragioni per cui sono famosi tra i giapponesi.